# Peter Steinbeck
Peter Steinbeck (* 17. September 1887 in Burtscheid, heute zu Aachen; † 23. Mai 1945 in Fulda) war ein deutscher Gewerkschaftsfunktionär und Abgeordneter des Provinziallandtages der preußischen Provinz Hessen-Nassau.

## Leben
Peter Steinbeck wurde als Sohn des Heinrich Steinbeck und dessen Ehefrau Maria Cloot geboren. Bevor er als Beamter der Kreisverwaltung Fulda mit Vollziehungsangelegenheiten beschäftigt war, nahm er die Funktion eines Gewerkschaftssekretärs ein. Er betätigte sich politisch, wurde  Mitglied der Deutschen Zentrumspartei und erhielt
1925 als deren Vertreter einen Sitz im  Kurhessischen Kommunallandtag des Regierungsbezirks Kassel, aus dessen Mitte er zum Abgeordneten des Provinziallandtages der Provinz Hessen-Nassau bestimmt wurde.